# Tepito Arte Acá
Tepito Arte Acá es un movimiento mexicano de arte contemporáneo con origen en ese barrio de la capital mexicana. Desde los años setenta realizan artes plásticas, artes escénicas, literatura y servicios culturales, todo bajo la óptica del acá, una interpretación artística y social de los fenómenos barriales desde el penamiento particular de. daniel manrique[Sic], pintor de murales y óleos, y donde participaron Francisco Zenteno Bujáidar, artista plástico, Daniel Bernal y el escritor Armando Ramírez.

## Historia
A finales de los años sesenta, en el contexto de las olimpiadas de México 68 las autoridades del Departamento del Distrito Federal de México intentaron la implementación de programas urbanísticos y de vivienda. Uno de ellos fue intentado en el barrio de Tepito, al norte del Centro Histórico de la Ciudad de México. Estos planes pretendieron reorganizar las viviendas del tradicional barrio comerciante capitalino y mejorar las condiciones de vida de sus habitantes. Hacia 1972, luego de una visita del entonces presidente Luis Echeverría, estos planes se materializaron en un plan de largo alcance, denominado "de renovación", llamado Plan Tepito, que fue polémico desde su inicio y el cual rechazaron los habitantes tradicionales del barrio por carecer de condiciones adecuadas y de ser satisfactorio para sus necesidades. Es en este contexto que nació Tepito Arte Acá, conviviendo de cerca con las organizaciones y liderazgos barriales para la oposición frontal a los planes gubernamentales.
En 1973 Daniel Manrique organizó la exposición «Conozca México, visite Tepito» en la Galería José María Velasco, ubicada en la calle de Peralvillo en la colonia Morelos. En ella mostraron instalaciones donde colocaron objetos de la vida cotidiana del barrio como puertas, muros, guantes de box, pósteres, etcétera. Una de las primeras exposiciones en la capital donde se presentaron instalaciones.
Luego del Terremoto de México de 1985 Manrique pintó muchas nuevas viviendas reconstruidas.
Daniel Manrique fue el creador y fundador del movimiento.

Estracto de su libro tepito arte acá:
Me emocione muchísimo y le repetía al Bernal; ¡Arte Acá, cabrón! ¡ARTE ACA! ¡me suena, me suena! ARTE ACA; ¿SABES QUE?, LE ATINÉ, LE ATINÉ Y ME SUENA MUY CHINGÓN; YO DE ESTO YA NO ME MUEVO, ESTO YA NO LO SUELTO, ESTO SERÁ EL INICIO, DE UNA CORRIENTE, EL Arte acá de Tepito… ¿y sabes otra cosa?, si quieres entrarle ¡éntrale!, si mucho le quieren entrar ¡que le entren!, pero si al final de cuentas me quedo solo, ¡valiéndome pura madre!, aceptarare quedarme solo pero este choro ya jamás lo soltaré:!ARTE ACA, cabrón!, el ARTE ACA de Tepito, el ARTE ACA para todos los mexicanos… y para todo el mundo, especialmente para el mundo de los jodidos… el arte de los humildes para los humildes… ¡ARTE ACA
No le juro ni le prometo a nadie, a partir de este momento me juro y me prometo a mí mismo que durante todo el resto de mi vida me dedicare a definir que es Arte Acá… aunque me critiquen de mamón, de cursi, de simplón, de pendejo, de loco, me vale madre.

Tiempo después, también hablando con Bernal: Clarísimo, me dijo que no, que yo ya había desvirtuado totalmente todo el rollo del Arte Acá, que para nada tenía que limitarlo nada más a Tepito, que para nada tenía que llamarse Tepito Arte Acá, que para que Arte Acá es universal y Tepito Arte Acá nada más se reduce al barrio y Tepito no es representativo del mundo, ni siquiera de México.